# Stuckenia vaginata
Stuckenia vaginata là một loài thực vật có hoa trong họ Potamogetonaceae. Loài này được (Turcz.) Holub miêu tả khoa học đầu tiên năm 1984.